# Pseudoleptodesmus cordilleranus
Pseudoleptodesmus cordilleranus är en mångfotingart som beskrevs av Carl Graf Attems 1931. Pseudoleptodesmus cordilleranus ingår i släktet Pseudoleptodesmus och familjen Chelodesmidae. Inga underarter finns listade i Catalogue of Life.